# 月姬
《月姬》（日语：月姫）是日本同人社團TYPE-MOON在2000年推出的一款十八禁文字冒險遊戲，平台為個人電腦的Windows作業系統。

## 概要
透過故事曲折的開端，加上大量可愛的女角們，頗複雜和傷悲的人際關係、故事背景與特別的愛情觀和性的表現，使玩家能享受到魔幻、懸疑、打鬥、愛情等多方面的享受。由於大受歡迎，TYPE-MOON又製作了一款资料片歌月十夜以對月姬的世界觀進行補完。後來，TYPE-MOON在商業化時，將月姬本篇、歌月十夜和月姬PLUS-DISK（包括一些設定集和音樂）打包於稱為「月箱」的合輯中，以此宣告TYPE-MOON作為同人團體活動的中止。其它月姬相關作品包括：Melty Blood（月姬格鬥，包含3個版本，使用類似Guilty Gear的系统）和GBA版月姬（非TYPE-MOON製作的同人游戏，但故事與Arcueid路線差不多）。
由于月姬的成功，TYPE-MOON現在已成為商業公司。商業化後首次推出的同世界觀作品『Fate/stay night』是2004年日本最暢銷的美少女遊戲。
TYPE-MOON曾在2008年表示將會推出重製版，其後亦在2012年的TYPE-MOON十週年活動中發佈過新的人物設計和美術圖片，但此後並沒有新消息。直至2020年12月31日播出的「Fate Project 大晦日TVスペシャル2020」結尾終於宣布了《月姬》重製版《月姬 -A piece of blue glass moon-》的消息，對應平台為PlayStation4、Nintendo Switch，於2021年8月26日發售。

## 歷史
- 1999年 Comic Market56無料告知300張軟碟配布。[4]Comic Market57體驗版50張軟碟頒布。[5]
- 2000年 C58『月姬（半月版）』300張頒布。[6]
- 2000年12月 C59『月姬（完全版）』頒布。[7]
- 2001年1月 creation（日语：サンシャインクリエイション）11『月姬PLUS-DISC』頒布。
- 2001年8月 C60『歌月十夜』頒布。[8]
- 2002年12月 C63『MELTY BLOOD』頒布。
- 2003年4月 『月箱』頒布。
- 2003年8月 《月刊Comic電擊大王》10月号漫畫《真月譚 月姬》連載開始。
- 2003年10月 BS-i電視動畫《真月譚 月姬》播放開始。
- 2004年5月 『MELTY BLOOD Re・ACT』頒布。
- 2004年10月 《月姬讀本 Plus Period》發售。
- 2005年3月 街机『MELTY BLOOD Act Cadenza』稼動開始。
- 2006年2月24日 同日發售的《Fami通》宣布『MELTY BLOOD Act Cadenza』移植到PS2。
- 2006年8月10日 PS2版『MELTY BLOOD Act Cadenza』發售。
- 2007年7月27日 Windows版『MELTY BLOOD Act Cadenza Ver.B』發售。
- 2008年4月21日 Windows版『月姬』重制版在「TYPE-MOON」雜誌上發表開發開始的消息。
- 2008年9月19日 街機『MELTY BLOOD Actress Again』稼動開始。
- 2009年8月20日 PS2版『MELTY BLOOD Actress Again』發售。
- 2010年7月29日 街機『MELTY BLOOD Actress Again Current Code』稼動開始。
- 2011年12月31日 Windows版『MELTY BLOOD Actress Again Current Code』頒布。[9]

## 剧情简介
月姬属于典型的文字冒险游戏，玩家只需对特定选项作出选择即可推动剧情发展。
故事描述主人公遠野志貴在八年前的意外中，獲得能殺死事物的「直死之魔眼」。由于对自己的新能力的恐惧，他在当天逃离了医院，并邂逅了一个名为苍崎青子的魔法使，在她的帮助下，魔眼的能力得以用一副眼镜封印起来。之后的八年间，志贵作为养子在远野的分家有间家度过。
八年平凡的日子後，由于父亲的去世，他被成为遠野家新家主的妹妹秋叶召回遠野家。就在生活突然发生巨大改變之时，志貴不自覺的利用直死之魔眼殺死一名女性，但第二天這個女性像是沒發生過似的站在他眼前。
月姬共五條主線，分為吸血鬼篇（爱尔奎特、希耶尔）與遠野篇（遠野秋葉、翡翠、琥珀）。　　

## 登场人物
聲標示聲優依序為：格鬥遊戲「MELTY BLOOD（無印～Actress Again）」&動畫「幻想嘉年華」／電視動畫「真月譚 月姬」／重製版「月姬 -A piece of blue glass moon-」&格鬥遊戲「MELTY BLOOD: TYPE LUMINA」。
要注意的是，月姬原作（AVG遊戲）至今是沒有語音的。

### 主要角色
遠野志貴（聲：野島健兒／鈴村健一／金本涼輔）
本作的男主角。個性隨和。因為八年前的事件而拥有可殺死萬物的「直死之魔眼」。為避免帶給腦部過大的負擔，平常則是戴著由蒼崎青子贈送的「魔眼殺」的眼鏡來抑止。
真實身分是退魔者七夜一族，被遠野家滅族後發現。因與遠野家長子四季名字同音，而被遠野慎久利用暗示竄改記憶後當成自己的兒子收養（也是因為遠野慎久想借七夜家遺孤來抑止自己的反轉衝動）。
體能上其實相當優越，不過有偶發性的貧血。外貌看起來就像個文弱書生。和好友乾有彥有相當的深交。
愛爾奎特·布倫史塔德（聲：柚木涼香／生天目仁美／長谷川育美）
本作表篇的女主角之一。一位天真可愛的真祖吸血鬼公主。有著紅眼，金髮、神秘和傷痛的過去。個性天真、傻氣帶點任性。
一開始以被害者的身分被殺，第二天卻又好端端的出現，讓不少玩家吃驚。
與一般吸血鬼的印象不同，可在日光下行走，大蒜、聖水、十字架等驅魔聖物一概無效，但也保留遠勝人類的體能、恢復力、吸血衝動等特徵。只是並不吸血，和一般人吃同樣的食物。
擁有超高的戰鬥能力，即使是其他吸血鬼也難以抗衡，其中以「空想具現化」（把幻想中的物件變為真實）為最大武器。存在本身就是為了消滅「死徒」而存在，八百年間更是為了消滅羅亞多次覺醒，平常則是沉睡在千年城。這次則是因被主角殺死一次而實力弱化，轉而要求主角協助。
號稱人氣絕強的白姬，在《月姬》角色人氣投票中四連霸，人氣之高無人可擋。
本身属于真祖类种，住在真祖之城布伦史塔德。本身是真祖们为了猎杀死徒吸血鬼而创造的纯粹真祖，平时是有单纯人情感的女子。:116-117
其名「愛爾奎特」（Arcueid），为「Alucard」的女性化改法。
希耶爾（聲：佐久間紅美／折笠富美子／本渡楓）
本作表篇的女主角之一。以志貴的学姊身分登場。個性沉穩溫柔，在學校中也廣受好評。
曾因擁有不死身而被聖堂教會當作異端，以殘酷手法進行審判（活體解剖）。
真實身分為聖堂教會「埋葬機關」的代行者，手持黑鍵（概念武裝，主要用來衝擊敵人而非刺殺）負責殲滅吸血鬼，擁有卓越的身體能力、魔術能力、龐大知識、以及毫無感情的冷徹。和其他的代行者完全處不來，通常都是單獨行動居多。法袍下所藏的黑鍵數量不明，可能達上百。因為羅亞的緣故成為了不死者，自此不斷追殺羅亞。最大武器為第七聖典，概念能力是否定輪迴，基本上是對羅亞專用武器。
原本和愛爾奎特是死敵，但因為志貴兩人關係反而變得微妙。咖哩狂熱者，三餐都吃咖哩，絕不允許有人說咖哩的壞話。
遠野秋葉（聲：一美／伊藤靜／下地紫野）
遠野志貴的妹妹。本作裏篇的女主角之一。遠野家的現任當家。
無論是外表或是禮儀態度上都無懈可擊，個性上十分剛強，小時候則是完全相反的柔弱性格。對志貴有相當的執著心，抱有著超越兄妹的感情（不過這和秋葉是少數知道志貴養子身份的角色有關），志貴回到遠野家也是因為秋葉的命令。
就讀隔壁縣的淺上女子學院，原本在淺上女子學院住宿，因為志貴搬回而改為通勤上課。在淺上有好友月姬蒼香、三澤羽居，與具有未來視能力的學妹瀨尾晶。
遠野家實際上是混有非人之血的一族，偶爾會出現像秋葉名為「紅赤朱」的反轉現象。紅赤朱是遠野家出現反轉現象時所稱之名，秋葉的反轉現象是變成紅髮，但是遠野家出現的紅赤朱現象並不是每個人都會變成紅髮。擁有特殊能力「掠奪」，能以視線奪取對方的熱量；其中會看到類似頭髮延長的絲線，但其實是秋葉以意志作出的虛擬物「檻髮」。
主要职务为统辖包括分家在内混血种，和管理附近魔物协助驱魔。本身鬼之因子的能力「掠夺」能夺取他人热量，「檻髮」能力能消灭在身处结界处者。:118-119
翡翠（聲：松來未佑／嘉數由美／市之瀨加那）
远野家的女仆，雙子之妹。本作裏篇的女主角之一。和姊姊琥珀從小被遠野家收養，個性沉默寡言，不擅於表達自己的態度或意見。
有著極度的潔癖，在遠野家擔任除了廚房外的一切雜務。自從志貴回來後也負責照顧志貴的生活起居，不過有男性恐懼症。
翡翠的另一個名字「洗腦偵探翡翠」則是因誤植和同人效力催化下的產物，也算是《月姬》的另一種趣味。
琥珀（聲：高野直子／植田佳奈／桑原由氣）
远野家的烹飪婦，雙子之姊。本作裏篇的女主角之一。個性開朗，和沉默的翡翠為正反的存在。
負責控管遠野家金錢使用和健康管理，過去負責照顧遠野前當家，因此現在也負責照顧秋葉的生活起居。
興趣是研究藥草和種植植物（有毒植物居多），甚至持有藥劑師執照。其房間也是家裡唯一有電視、監視器等電器設備的房間。
在遠野家受害最深的人，早在慎久在世時便被迫受凌辱來抑止他的反轉衝動，現在又為秋葉提供血液抑止她的衝動。

### 次要角色
弓塚五月（聲：南央美／田中かほり／田中美海）
志贵的同学。國中時期被志貴搭救之後喜歡上志貴。
在《月姬》裡篇中因意外成為吸血鬼，一腳踏進非人的世界，最後被志貴刺中死點死亡。
據奈須表示，原本是遊戲中擁有專屬劇情路線的角色，卻在腳本幾乎完成的情況下被排除。由於這點在各類《月姬》的改編或二次創作中常被提及，因此在《月姬》與TYPE-MOON愛好者之間有著奇妙的知名度。
即便以《月姬》裡篇的描述來看，也是有著百年難得一見吸血鬼資質的人物：一般人花數十年才能達成的從死徒奴僕成為具自主意識的吸血鬼化過程，她僅一夜即已達到，是被官方設定認可能夠挑戰27祖實力的有力候選人之一。擁有固有結界「枯竭庭園」。
在格鬥版遊戲《MELTY BLOOD》中則設定為吸血鬼化後一面壓抑吸血的慾望一面潛伏於市街，後和同樣尋求解除吸血鬼化的鍊金術師希翁及莉兹拜斐·斯托琳多巴利交好，結成「裡地路（暗巷）同盟」。
乾有彦（聲：無／櫻井孝宏／古川慎）
志貴最好的友人。和姊姊兩人住在一起。國中時期志貴經常住在乾家。
蒼崎青子（聲：三石琴乃／木村亞希子／戸松遥）
教導志貴「即使擁有奇怪的眼睛，不要連心也變得奇怪」的價值觀的人。在志貴小時候曾贈予志貴能抑制魔眼能力的眼鏡「魔眼殺」，志貴稱之為「老師」，在志貴記憶中是個有著大人魅力的女性。
現存4位魔法使（能掌握五大魔法之一的人）的其中之一，同世界觀作品《魔法使之夜》的女主角，魔術協會封為MISS BLUE，目前全國巡迴中。
個性大而化之，做事隨意，喜歡自由。同世界觀作品《空之境界》登场的蒼崎橙子是她的姊姊，兩人的關係極惡劣，曾為了家族繼承權而互相殘殺，自此兩人絕不願再見面。
魔術實力方面並不傑出，但在破壞方面有著極大的天賦，能夠最有效率地使用魔力，有近身戰的興趣。
遠野慎久（聲：無／有本欽隆／無）
遠野家前当家，四季与秋叶的父亲，同时也是志贵的干爹。
故事开头前已经被琥珀所下的毒药中毒死去。
有間啓子（聲：無／夏树莉绪／無）
遠野分家之一，《Melty Blood》中登场的有间都古的母亲。
从8年前开始代替慎久来养育志贵。
高田陽一
志贵的同班同学，五月的邻居。
國藤（聲：伊丸岡篤／桐井大介／無）
志貴學校的老師，为志貴班上的班主任。
重製版中该角色位置已经被新角色諾艾爾取代。
基修亞·澤爾里奇·修拜因奧古
死徒二十七祖之一，排名第四（重製版为排名第三）。
現存4位魔法使（能掌握五大魔法之一的人）的其中之一，魔術協會封為魔道元帥澤爾里奇，外號“寶石翁”。第二魔法的使用者。800年前曾经遇见过孩童时期的愛爾奎特。
同世界觀作品《Fate/stay night》中參與大聖杯制作的見證人之一。
原作中并没有登场，重製版中名字倒是被提到。
纳鲁巴列克
聖堂教會「埋葬機關」的首位代行者（重製版为理事长）。本名不详，历代埋葬机关的首领都出自同一个家族，并冠以「纳鲁巴列克」这个称呼。拥有能狩猎三位死徒二十七祖的实力。
原作中并没有登场，只限在漫画版中以回忆的形象短暂登场。

### 敵對角色
尼祿·卡歐斯（聲：中田讓治／三宅健太／無）
死徒二十七祖之一，排名第十。實力極強，冷靜而不抱有感情的學者。
出身於魔術協會三大分部之一「移動石柩·北之彷徨海」的魔術師，並非被吸血鬼襲擊而成為死徒，而是為研究魔術而自己成為死徒。過去身為人類的名字為佛羅布·羅韋恩，卡歐斯是教會為他安上的名字。
身體內部就是個小型的固有結界「獸王之巢」，內藏666隻獸，任何物理、魔術傷害都無法將他致死。
因碰上可殺死萬物的直死之魔眼而被消滅。
重製版中该角色位置已经被新角色弗洛福·阿尔汉格取代。
在《Fate》世界線中并没有变成死徒，依旧是「北之彷徨海」的魔術師。
米哈爾·羅亞·巴爾丹姆楊（聲：成田劍／吉野裕行／阿座上洋平）
死徒二十七祖中位列番外（重製版为非正式的第二十八祖），另稱「轉生無限者」，聖堂教會「埋葬機關」的創立者。
對愛爾奎特非常執著，用計讓愛爾奎特吸了自己的血，取走了愛爾奎特一部分的力量，自此開始了長達八百年的轉生。
附身在四季身上是第18世，覺醒時會取代本人的意識和記憶。
經歷了17次的轉生後看到了代表生命的線，但不敵志貴能殺死萬物的「直死之魔眼」而被消滅。
而在《Fate》世界線中則是愛德蒙·唐泰斯的仇敵。最終肉體連同靈魂被對方徹底消滅，無法復活。此外也沒有與愛爾奎特相遇。
遠野四季（聲：無／本田貴子（幼年））
遠野家長子，秋葉的親哥哥，因羅亞附身造成反轉衝動，後來被關在遠野家地下由琥珀照料。
對秋葉有極端的偏執，也因此憎恨奪走他一切的志貴。
有著特殊能力「蝕離」、「不死」與「共融」。

### 重製版新增角色
諾艾爾（聲：茅野愛衣）
轉任到志貴學校的老師，負責的學科是體育和英文。
真实身份为聖堂教會的代行者，为了帮助希耶爾消滅羅亞而來到日本伪装成教師。
馬力歐·賈羅·貝斯提諾（聲：佐倉綾音）
從聖堂教會來到日本赴任的年輕代行祭司。
弗洛福·阿爾汉格（聲：津田健次郎）
死徒二十七祖之一，排名第十九。
阿良句寧子（聲：能登麻美子）
遠野慎久的后辈以及助手。
齊木業人（聲：小林親弘）
遠野分家的代表人。
齊木澪（聲：日高里菜）
年龄14岁的神秘少女。
安藤裕吾（聲：浅利遼太）
馬力歐的部下。
卡里乌斯·贝卢斯科尼（聲：森嶋秀太）
馬力歐的部下。

## 用語
真祖
指自然的吸血鬼，並非因吸血或特殊手段而成為的吸血種。他們與精靈一樣，是星球意志的終端，也是蓋亞抑制力的體現之一。和死徒不同，不需吸血以保持肉體，不過有著比死徒更深的吸血衝動，大部分的真祖都為了壓抑吸血衝動而實力減半，但也有少部分順著慾望的真祖，這類墮落的真祖被稱為「魔王」。
真祖可藉由吸血製造死徒，後期因為「魔王」製造過多的死徒造成麻煩，所以其他真祖與蓋亞以人工方式創造了專門清除死徒與「魔王」的愛爾奎特，結果因為羅亞的緣故，大多數真祖反被失控的愛爾奎特消滅。
最初由地球孕生出真祖，然后真祖孕生出死徒，死徒再孕生出其他死徒。而真祖本身是自然和世界，死徒为真祖仆从。由“朱红之月”加上人类肉体产生真祖。
死徒
死亡的僕人，最開始指遭真祖吸血後，成為其僕從的後天吸血種。
可由三種方法誕生，真祖吸血、死徒吸血與利用魔道的方法。而並非所有遭受吸血的人都能立刻成為死徒，而是要分為三個階段的轉變，過程不止需要時間，而且絕大多數都無法進到下個階段。
死徒與真祖不同，力量上比真祖弱一截，須不斷吸血以維持肉體，害怕陽光，比較接近一般所認知的吸血鬼。
死徒27祖
指身為死徒之根源的最古老的27個死徒，大多都擁有強大的實力，在不限於《月姬》的Type-moon作品中陸續登場。不過27祖的名單中，有不少都是空席，也有些並不是死徒，例如第5席的ORT。
遊戲月姬登場的是第10席尼祿，《MELTY BLOOD》登場的是第13席瓦拉幾亞之夜。另外，羅亞雖然被聖堂教會視為二十七祖之一，但由於其他的祖都不予以承認和嫌惡，所以被視為「番外(EX=Extra)」。
27祖的成員和排名在原PC版和重製版中並不相同，一些已經不合時宜的成員排位與設定在重製版中被重新整治。
直死之魔眼
所有的存在誕生時都包含著「死」，直死之魔眼可以看出事物的「死」，並將它引發出來，在魔術界被認為是魔眼中有著最高等級的“虹”級，幾乎是只在傳說中才會出現的稀有存在。直死之魔眼可以消滅有形無形的事物，但使用上有相當多的限制，對於沒有死亡概念的對象也無效。因為人類理解能力上的問題，使用會對人的大腦造成負荷，尋常人會在使用過度後會讓腦袋燒壞。
「空之境界」中亦有直死之魔眼的存在，由女主角兩儀式持有。
埋葬機關
聖堂教會的其中一個機關，負責異端審判，成員在代行者中亦是精英中的精英。凡是擁有智能卻非人類，且對人類造成威脅的存在，一概予以抹滅。目前成員共七名加一個候補，希耶爾則是第七位成員，別名「弓」。
固有結界（Reality Marble）
使用魔力所製作出來侵蝕現實的空間，代表使用者的內心風景。極端接近魔法的一種魔術，魔術師一生追求的兩個頂點之一（另外一個是根源），只有極少部分的魔術師才能成就的偉業，但因消耗魔力過大，魔術師頂多撐個數分鐘。死徒27祖大多具有使用固有結界的能力，持續時間從一夜到半永久都有。例如瓦拉幾亞的「瓦拉幾亞之夜」為一夜限，尼祿的「獸王之巢」為半永久狀態等等。
淨眼
驅魔家族所擁有的眼，能看到一般人看不到的東西，這個能力會被魔眼殺抑制住。志貴是驅魔家族七夜的後裔，所以也具有這個能力，因此能看到秋葉的紅頭髮。不過這個能力為何並不太清楚，原作中沒有提到志貴拿下眼鏡後會看到靈體，唯一可以確定的是能看到秋葉的紅髮。

## 製作成員
- 原畫、總指揮：武內崇
- 編劇：奈須蘑菇
- 打雜（自稱）、網頁製作：OKSG
- 檔案script化：清兵衛
- 音樂：Kate

## 衍生作品

### Talk
同人誌《宵明星》上連載，奈須磨菇所著的《月姬》的外傳小說。內容添加修改後收錄於《月姬讀本》。
時間軸設定在月姬本編結束約一年後。

### シエルさんインドです
同人誌《宵明星》上收錄的武內崇的短篇漫畫作品，現在收錄於《月姬讀本 Plus Period》。

### tale
DVD《真月譚 月姬 prologue》收錄的作品。以繪本的形式，簡潔敘述真祖與愛爾奎特的過去。

### 善待小秋葉會
以遠野秋葉為主軸所展開的配信漫畫，作畫為ACPI。

### 琥珀ACE
琥珀與遠野秋葉為主角，回顧TYPE-MOON歷史的漫畫，作畫為經驗值。

### 商業版月姬
「TECH GIAN」2008年6月号《月姬》重制版的製作消息發表。劇本為奈須磨菇、作畫為武内崇的組合，CG全部重制。
2020年12月31日播出的「Fate Project 大晦日TVスペシャル2020」結尾宣佈了《月姬》重製版《月姬 -A piece of blue glass moon-》的消息，對應平台為PlayStation4、Nintendo Switch，預定2021年8月26日發售。聲優採用與之前各版本都不同的全新陣容，主題歌為ReoNa演唱的「生命線」。傑仕登於預定2024年推出繁體中文版。

### 月姬2/the dark six
奈須在《歌月十夜》之後發售的讀本《Character material》提到了《月姬2》登場的舞台和角色設定，不過奈須磨菇說目前只是「蘑菇腦內遊戲」。

### 其他
《月姬用語辭典》提到的還沒在作品中登場的設定人物複數存在，直到重製版才正式有提到死徒二十七祖的名单。
靈長目殺手（Primate Murder）
死徒二十七祖之一、一祖。跟隨愛爾特璐琪的白魔犬，對人類有絕對殺害權利的“蓋亞怪物”。不是死徒，但是模仿愛爾特璐琪，所以也吸人血。
在手機遊戲《Fate/Grand Order》中，證實了芙芙就是死徒二十七祖中的第一祖——靈長目殺手。
在重製版中被除名，席位由原作中排名第二的THE DARK SIX接任。
THE DARK SIX
死徒二十七祖之一、二祖。暗色之六王权。目前沉睡中，将来苏生之时便会统辖死徒二十七祖。目前没有人知道其真面目。
在重製版中更改成排名第一祖。
朱月之布倫史塔德（Brunestud of the Crimson Moon）
死徒二十七祖之一、三祖。愛爾奎特与愛爾特璐琪的父亲，为Ultimate One型生物。
在重製版中更改成排名第二祖。
奧爾特（ORT）
死徒二十七祖之一、五祖。雖然不是死徒但却是吸血種，殺死前代五祖繼承了五祖席位。全長40公尺長的巨大蜘蛛形狀。其身分為在《鋼之大地》登場的亞里斯多德的一位“Type-Mercury”水星上的最強種，其實力奈須欽點為全TM作品中第一名。特殊能力為“水晶溪谷”。
在手機遊戲《Fate/Grand Order》中正式公佈全名為「One Radiance Thing」。證實牠其實是來自奧爾特雲的最強種“Type-Oort”。現時在南美沉睡。
瑞佐沃爾・斯圖盧特（Rizo-Waal Strout）
死徒二十七祖之一、六祖。愛爾特璐琪的護衛“黒騎士斯圖盧特”。手持魔劍，“真性惡魔Niya Dark ”。受到時間詛咒而有著不死的肉體。
費納・布拉德・斯菲爾丁（Fina-blood Svelten）
死徒二十七祖之一、八祖。愛爾特璐琪的護衛之一，通稱“白騎士布拉德”、“吸血伯爵”或“Stratovarius的惡魔”。持有固有結界“Parede”，幽靈船團的船長。美少年趣味，只吸同性的血液。
愛爾特璐琪・布倫史塔德（Althrouge Brunestud）
死徒二十七祖之一、九祖。愛爾奎特的妹妹。与姐姐不同是以真祖与死徒的混血种诞生。第一祖灵长类杀手的主人。被称为是血与契约的支配者。
斯坦羅伯・考因（Stanrobe Calhin）
死徒二十七祖之一、十一祖。通稱“捕食公爵”、“食街者”。被教會消滅，但殘留下來的怨念變成將周圍破壞的力之渦。
莉塔・蘿潔安（Rita Rozay-en）
死徒二十七祖之一、十五祖。自稱藝術家的死徒，從上代的死徒處繼承城的第二代。與同是二十七祖的斯密蕾是一見面就殺來殺去的惡友。
葛蘭索格·布拉克莫亞 (Gransurg Black-more, Gransurg Blackmoa)
死徒二十七祖之一、十六祖。有著鵬、黑翼公、月飲等稱號的死徒。通過研究而使自己成為吸血種的魔術師。持有固有结界·永不復還（Never More）。身為死徒卻擁有某種只對死徒具有强大效果的能力。傳說葛蘭索格的真面目為一隻長達數公里的巨大烏鴉。而在《Fate》的世界線中，早已於二千年前被消滅。
安翰斯 (Enhance)
死徒二十七祖之一、十八祖。复仇骑。杀死身为上一代的十八祖原主人以后取代了他的位置。 因而被死徒们蔑称为片刃剑（Enhance Sword）。
据说人物造型类拟《恶魔猎人》系列的主角但丁。
斯密蕾
死徒二十七祖之一、二十一祖。女性。克服流水的死徒，棲身於水中。一到了陸上活動時就變得相當困難。死徒中唯一一個能夠使用空想具現化。
艾爾・納哈特（El Nahat）
死徒二十七祖之一、二十四祖。擁有一對一的話就大體上能確實消滅對手的特異能力。之後，需要數十年的時間才能甦醒。現在被埋葬機關封印在覆蓋了鏡子的牢獄中。概念武裝“胃界教典”實際上是用Nahat的胃所做成的召喚書，由於本體馬上就會死掉，所以只有呼喚他出來的終端是活著的。在埋葬機關裡被當作對死徒用的最大王牌。

## 相關商品

### 其他
月姬讀本 Plus Period
宙出版出版。設定資料和長篇文章採訪，公佈插圖。ISBN 978-4-7767-9037-2（2004年10月22日發售）

### 卡片遊戲
Lycee
SILVER BLITZ的交換卡片遊戲，Lycee參戰。收錄：TYPE-MOON 1.0。

## 電視動畫
- 月姬遊戲于2003年被改编为一部名为《真月譚 月姬》的電視動畫。

### 制作成员
- 製作：「真月譚 月姬」製作委員會（GENEON ENTERTAINMENT、TBS、J.C.STAFF）
- 監督：櫻美勝志
- 監督補助：阿保孝雄
- 製作人：關戸雄一、神宮司剛史、松倉友二
- 原作：奈須蘑菇／TYPE-MOON
- 系列構成、腳本：時田廣子
- 人物原案：武内崇
- 人物設定：小澤郁
- 色彩設定：安藤智美
- 攝影監督：田澤二朗
- 編集：西山茂
- 音樂監督：明田川仁
- 音樂：大森俊之
- 動畫制作：J.C.STAFF
- 製作：RONDO ROBE

### 主題歌
- 片頭曲：The Sacred Moon （大森俊之）
- 片尾曲：（折笠富美子）

### 各話列表
| 話數       | 日文標題 | 中文標題   | 分鏡              | 演出     | 作畫監督                                             | 總作畫監督      |
| ---------- | -------- | ---------- | ----------------- | -------- | ---------------------------------------------------- | --------------- |
| episode 1  |          | 反轉衝動   | 櫻美勝志          | 浅見松雄 | 小澤郁                                               | 小澤郁          |
| episode 2  |          | 黑之獸     | 櫻美勝志          | 浅見松雄 | 清水博幸                                             | 川嶋恵子 小澤郁 |
| episode 3  |          | 直死之魔眼 | 阿保孝雄          | 阿保孝雄 | 音地正行、高石和三                                   | 小澤郁          |
| episode 4  |          | 搖籃之庭   | 小川浩司          | 小川浩司 | 山元浩                                               | 川嶋恵子 和田崇 |
| episode 5  |          | 空之弓     | 櫻美勝志          | 松本佳久 | 服部益實、佐野英敏                                   | 小澤郁          |
| episode 6  |          | 白色之夢   | 櫻美勝志          | 浅見松雄 | 清水博幸、杉山了蔵                                   | 和田崇 川嶋恵子 |
| episode 7  |          | 蒼之咎跡   | 又野弘道          | 又野弘道 | 小山知洋                                             | 小澤郁          |
| episode 8  |          | 檻髮       | 島津裕行          | 鈴木行   | 川田剛、杉山了蔵                                     | 和田崇          |
| episode 9  |          | 死         | 細田雅弘          | 阿保孝雄 | 山元浩、清水博幸 杉山了蔵、川田剛 高石和三、小澤郁   | 小澤郁          |
| episode 10 |          | 朱之紅月   | 渡部高志          | 浅見松雄 | 佐野英敏、柴田志朗                                   | 和田崇          |
| episode 11 |          | 凶夜       | 下田正美          | 松本佳久 | 阿保孝雄、川田剛 杉山了蔵、和田崇 高石和三、片岡英之 | 和田崇          |
| episode 12 |          | 月世界     | 山本英世 櫻美勝志 | 櫻美勝志 | 小澤郁                                               | 不適用          |

## 漫画
漫画版的出现是以动画化为契机，由同人作家佐佐木少年绘画，于《月刊Comic电击大王》2003年10月号开始连载。故事的展开是由复数的路线交织而成。漫画版在不影响到原作的气氛下，将《月姬读本》和《歌月十夜》提及的设定完美地糅合在一起。就连原作者对此也毫不掩饰地给予很高的评价。
《MELTY BLOOD》也已被漫画化，连载于，作者為。
| 冊數 | MediaWorks     | MediaWorks             | 台灣角川       | 台灣角川              |
| 冊數 | 發售日期       | ISBN                   | 發售日期       | ISBN                  |
| ---- | -------------- | ---------------------- | -------------- | --------------------- |
| 1    | 2004年5月27日  | ISBN 978-4-8402-2717-9 | 2004年11月26日 | ISBN 978-986-742757-1 |
| 2    | 2005年1月27日  | ISBN 978-4-8402-2958-6 | 2005年5月2日   | ISBN 978-986-729948-2 |
| 3    | 2005年11月26日 | ISBN 978-4-8402-3255-5 | 2006年4月18日  | ISBN 978-986-174055-3 |
| 4    | 2006年8月26日  | ISBN 978-4-8402-3575-4 | 2006年12月22日 | ISBN 978-986-174213-7 |
| 5    | 2007年7月27日  | ISBN 978-4-8402-3965-3 | 2007年12月18日 | ISBN 978-986-174544-2 |
| 6    | 2008年3月27日  | ISBN 978-4-8402-4252-3 | 2008年9月16日  | ISBN 978-986-174800-9 |
| 7    | 2010年2月27日  | ISBN 978-4-0486-8432-3 | 2010年7月28日  | ISBN 978-986-237735-2 |
| 8    | 2010年3月27日  | ISBN 978-4-0486-8510-8 | 2010年10月29日 | ISBN 978-986-237846-5 |
| 9    | 2010年9月27日  | ISBN 978-4-0486-8895-6 | 2011年3月11日  | ISBN 978-986-287082-2 |
| 10   | 2010年12月18日 | ISBN 978-4-0487-0190-7 | 2011年5月20日  | ISBN 978-986-287135-5 |

## 反響
在2007年10月，《電擊G's magazine》舉辦了日本前五十名最佳美少女遊戲排名的票選活動，《月姬》在入圍的249款遊戲中獲得5票而成為第38名。
《月姬》動畫版倒是受到很严重的批评。原作愛好者中評價動畫版較差，甚至有「月姬無動畫」一說。批評者認為，動畫改編過度壓縮原著情節，未能表现出原著的神韵，而且作品中许多重要的概念、战斗和剧情陈述被一笔代过，使部分未玩过原作游戏的观众不知所云。动画監督櫻美勝志過去在執導索尼的名作遊戲《高機動幻想》的電視動畫時，就在日本受到过不尊重原作的批評聲浪。臺灣網路社群論壇Komica上曾以「偽月譚」、「日月潭貓姬」、「月姬沒有動畫版」等酷評來諷刺動畫版。